# Mestna avtobusna linija št. 1 (Ljubljana)
Mestna avtobusna linija številka 1 DOLGI MOST P+R – STANEŽIČE P+R je druga najbolj obremenjena izmed 33 avtobusnih linij javnega mestnega prometa v Ljubljani. Letno se z njo prepelje približno 10.000.000 potnikov. Poteka v smeri severozahod - jugozahod po nekaterih najprometnejših ljubljanskih cestah in povezuje Vižmarje, Šentvid, Dravlje, Šiško, Ajdovščino, Vič, Murgle in Mestni log s parkirišči Stanežiče P+R in Dolgi most P+R.

## Zgodovina
Šentvid je bil prvič z avtobusno progo povezan leta 1924, ko je zasebni prevozniško podjetje Stora dobilo koncesijo za opravljanje voženj. Koncesiji sta kasneje dobila tudi prevoznika Lajovic (l. 1928) in Magister (l. 1928). Ko so vzpostavili tramvajski promet, so proge zaradi nekonkurenčnosti prenehale z obratovanjem. Šentvid je bil preko Ajdovščine z Vičem pred drugo svetovno vojno povezan s tramvajsko progo. Po postopni ukinitvi tramvaja v Ljubljani so maja leta 1957 združili odseka nekdanjih tramvajskih prog Šentvid – Ajdovščina in Vič – Ajdovščina v progo številka 1 Vižmarje – Vič, na kateri so pričeli obratovati trolejbusi. V vmesnem času so na progi prehodno teden dni vozili avtobusi. Proga št. 1 med letoma 1960 in 1962 ni obratovala, ker jo je nadomestila proga, označena s št. 5. Vzrok je bilo zmanjšanje obračanj trolejbusov na Ajdovščini. Po letu 1962 je bila proga ponovno označena s št. 1. Zadnjič so trolejbusi po tej progi peljali 4. septembra 1971.
Vožnje so na novi progi, podaljšani do Mestnega loga, novembra 1971 začeli opravljati z avtobusi. V strogem mestnem središču so avtobusi sprva vozili preko Bavarskega dvora, po rekonstrukciji Gosposvetske ceste leta 1981 je bila trasa proge speljana po njej. V začetku julija 1981 so progo podaljšali za 700-metrov, in sicer so obračališče z današnjega postajališča Krimska prestavili na Koprsko ulico, ohranilo pa je dotedanje poimenovanje. 
Oktobra leta 2003 so bile nočne vožnje proge 1a podaljšane do Mestnega loga (Brod – Bavarski dvor – Mestni log) preko Bavarskega dvora v obe smeri, in sicer do 0.30. Julija naslednje leto pa je bila proga vrnjena na stari režim obratovanja (Bavarski dvor – Brod). Nedeljske vožnje do Broda so uvedli poleti leta 2004, ko so z njimi nadomestili ukinitev le-teh na progi št. 8.  Vožnje do avtosejma oz. nedeljskega sejma pa so bile uvedene nekaj let prej. Jeseni 2007 so v sklopu večjih sprememb preimenovali nočno progo 1a v linijo N1, nedeljsko progo do Broda v linijo 1B, podaljšek do Nedeljskega sejma pa v linijo 1S, poteka le-teh pa niso spremenili. 
26. junija 2008 so bila ukinjene vožnje avtobusov na linijah 26, 26B in 26C, zato so bile linije 1B, 1S, N1 ter 8 z Broda podaljšane vse do obračališča v Gameljnah. 28. junija 2010 je bil podaljšan obratovalni čas na liniji N1 s prvim odhodom z Bavarskega dvora ob 2.50 ob delavnikih in sobotah in 3.50 ob nedeljah in praznikih, ter zadnjim ob 0.20. Linija je bila zaradi slabe zasedenosti skrajšana iz Gameljn do Broda (Bavarski dvor – Vižmarje – Brod).
3. decembra 2012 sta bili liniji 1 in 1B preusmerjeni na novo urejeno obračališče pri Snagi, linija 1S pa je zaradi podvajanja trase prenehala z obratovanjem. Tega dne so bili ukinjene vožnje avtobusov po Koprski cesti do starega obračališča. Zaradi tega so novo urejeno obračališče pri Snagi spet lahko poimenovali Mestni log.
11. maja 2015 je začela testno obratovati linija 1D (Vižmarje – Dolgi most P+R). Namen podaljšanja nekaterih odhodov linije št. 1 je bil zagotoviti avtobusno povezavo na Viču med Cesto v Zgornji Log in Cesto v Gorice oz. med končnima postajališčima Mestni log in Dolgi most P+R, ki sta bili s krajšo prestopno linijo št. 1D (Mestni log – Dolgi most P+R) med junijem 2010 in februarjem 2011 že povezani. Testno obratovanje je bilo zaključeno 31. decembra 2015. Linija 1D je sprva obratovala le med delovniki, s 1. novembrom 2016 pa je začela obratovati vse dni v letu.
8. julija 2020 zvečer je bila linija 1 podaljšana do novozgrajenega parkirišča Stanežiče P+R. Istega dne je prenehala obratovati linija 1D, saj so bili odhodi linije 1 podaljšani iz Mestnega loga do parkirišča Dolgi most P+R. Spremembo trase sta doživeli tudi liniji 1B in N1, saj sta bili preusmerjeni mimo parkirišča v Stanežičah in potekata na relaciji Dolgi most – Stanežiče P+R – Gameljne (1B in nočni odhodi do Gameljn) oz. Dolgi most P+R – Stanežiče P+R – Brod (N1) 
V času razglašene epidemije so zaradi nočne omejitve gibanja začasno ukinili nočne vožnje avtobusov; po ponovni vzpostavitvi 26. aprila 2021 so skrajšali režim obratovanja, in sicer je prvi odhod iz centra ob 4.30, zadnji pa ponovno ob 24.00.
Leta 2024 so odhode linije N1 iz smeri Dolgi most P+R v smer centra ukinili. 

## Trasa
Linija 1
- smer STANEŽIČE P+R – DOLGI MOST P+R: servisna cesta Stanežiče P+R (končno postajališče) - Celovška cesta - Gosposvetska cesta - Slovenska cesta - Aškerčeva cesta - Tržaška cesta - Jadranska ulica - Vipavska ulica - Cesta v Mestni log - Cesta dveh cesarjev - Cesta v Gorice - Dolgi most.
- smer DOLGI MOST P+R – STANEŽIČE P+R: Dolgi most - Cesta v Gorice - Cesta dveh cesarjev - Cesta v Mestni log - Vipavska ulica - Jadranska ulica - Tržaška cesta - Aškerčeva cesta - Slovenska cesta - Gosposvetska cesta - Celovška cesta - servisna cesta Stanežiče P+R (končno postajališče).

Linija 1B
- smer GAMELJNE – Stanežiče P+R – DOLGI MOST P+R: Srednje Gameljne - Zgornje Gameljne - Cesta vstaje - Tacenska cesta - Kosmačeva ulica - Celovška cesta - servisna cesta Stanežiče P+R - Celovška cesta - Gosposvetska cesta - Slovenska cesta - Aškerčeva cesta - Tržaška cesta - Jadranska ulica - Vipavska ulica - Cesta v Mestni log - Cesta dveh cesarjev - Cesta v Gorice - Dolgi most.
- smer DOLGI MOST P+R – Stanežiče P+R – GAMELJNE: Dolgi most - Cesta v Gorice - Cesta dveh cesarjev - Cesta v Mestni log - Vipavska ulica - Jadranska ulica - Tržaška cesta - Aškerčeva cesta - Slovenska cesta - Gosposvetska cesta - Celovška cesta - servisna cesta Stanežiče P+R - Celovška cesta - Kosmačeva ulica - Tacenska cesta - Cesta vstaje - Zgornje Gameljne - Srednje Gameljne.

Linija N1
- smer BAVARSKI DVOR – STANEŽIČE P+R: Slovenska cesta - Gosposvetska cesta - Celovška cesta - servisna cesta Stanežiče P+R.
- smer STANEŽIČE P+R – BAVARSKI DVOR: servisna cesta Stanežiče P+R - Celovška cesta - Tivolska cesta - Slovenska cesta.

- smer BAVARSKI DVOR – Stanežiče P+R – BROD: Slovenska cesta - Gosposvetska cesta - Celovška cesta - servisna cesta Stanežiče P+R - Celovška cesta - Kosmačeva cesta - Tacenska cesta - Brodska cesta.
- smer BROD – Stanežiče P+R – BAVARSKI DVOR: Brodska cesta - Martinova pot - Na gmajni - Tacenska cesta - Kosmačeva cesta - Celovška cesta - servisna cesta Stanežiče P+R - Celovška cesta - Tivolska cesta - Slovenska cesta-

- smer BAVARSKI DVOR – Stanežiče P+R – GAMELJNE: Slovenska cesta - Gosposvetska cesta - Celovška cesta - servisna cesta Stanežiče P+R - Celovška cesta - Kosmačeva cesta - Tacenska cesta - Cesta vstaje - Zgornje Gameljne - Srednje Gameljne.
- smer GAMELJNE – Stanežiče P+R – BAVARSKI DVOR: Srednje Gameljne - Zgornje Gameljne - Cesta vstaje - Tacenska cesta - Kosmačeva ulica - Celovška cesta - servisna cesta Stanežiče P+R - Celovška cesta - Tivolska cesta - Slovenska cesta.

## Režim obratovanja
Linija obratuje vse dni v letu, tj. ob delavnikih, sobotah, nedeljah in praznikih.  Avtobusi najpogosteje vozijo ob delavniških prometnih konicah.
Obstajajo tri izpeljanke omenjene linije, ki obratujejo v določenih urah in dnevih:
- Linija 1B DOLGI MOST P+R – Stanežiče P+R – GAMELJNE obratuje ob nedeljah in praznikih od 5.50 do 22.45 v intervalu na 18-25 minut.
- Linija N1 BAVARSKI DVOR – Stanežiče P+R – BROD je nočna linija, ki obratuje ob delavnikih in sobotah od 4.00 do 5.00, ob nedeljah in praznikih od 5.00 do 6.00 ter vse dni od 22.30 do 24.00 v intervalu na 30-45 minut.
Linija N1 BAVARSKI DVOR – Stanežiče P+R – GAMELJNE je nočna linija, ki obratuje vse dni med 22.30 in 23.50.

Pri tretji izpeljanki linije obstaja nekaj odhodov, pri katerih linija iz Stanežič P+R pelje neposredno do Bavarskega dvora, brez vožnje do Broda ali Gameljn.

### Preglednice časovnih presledkov v minutah
| interval (minute) |              |              |               |               |
|                   | 1.9. - 25.6. | 1.9. - 25.6. | 26.6. - 31.8. | 26.6. - 31.8. |
| ura \ št. linije  | N1           | 1            | N1            | 1             |
| 4.00 - 5.00       | 30           | -            | 30            | -             |
| 5.00 - 6.00       | -            | 15           | -             | 15            |
| 6.00 - 6.30       | -            | 10           | -             | 15            |
| 6.30 - 7.30       | -            | 7-8          | -             | 15            |
| 7.30 - 9.00       | -            | 8            | -             | 15            |
| 9.00 - 12.00      | -            | 10           | -             | 16-17         |
| 12.00 - 13.15     | -            | 8            | -             | 16            |
| 13.15 - 16.30     | -            | 7-8          | -             | 15            |
| 16.30 - 18.00     | -            | 10           | -             | 16-17         |
| 19.00 - 20.30     | -            | 12           | -             | 16            |
| 20.30 - 22.30     | -            | 15           | -             | 18            |
| 22.30 - 24.00     | 45           | -            | 45            | -             |

| interval (minute) |            |       |
|                   | št. linije |       |
| ura               | N1         | 1     |
| 4.00 - 5.00       | 30         | -     |
| 5.00 - 7.00       | -          | 20    |
| 7.00 - 14.00      | -          | 15-18 |
| 14.00 - 16.00     | -          | 15    |
| 16.00 - 18.00     | -          | 15    |
| 18.00 - 22.30     | -          | 20-23 |
| 22.30 - 24.00     | 45         | -     |

| interval (minute) |            |       |
|                   | št. linije |       |
| ura               | N1         | 1B    |
| 5.00 - 6.00       | 30         | -     |
| 6.00 - 7.00       | -          | 25    |
| 7.00 - 13.00      | -          | 23    |
| 13.00 - 22.30     | -          | 18-23 |
| 22.30 - 24.00     | 45         | -     |

- Opisani intervali veljajo v času normalnih prometnih razmer. V primeru prometnih nesreč, zastojev, obvozov oz. zaprtih cest se zamude zaradi sorazmerno kratkih intervalov hitro povečujejo.